# Lesotho Times
Lesotho Times ist eine englischsprachige Wochenzeitung in Lesotho, die als Printausgabe und Onlinezeitung erscheint. Die Zeitung wurde 2008 gegründet. Ihr Motto lautet News without fear or favour (etwa: „Nachrichten ohne Furcht und Parteilichkeit“).

## Geschichte

### Gründung und Ereignisse bis 2015
Die Zeitung wurde 2008 in Maseru gegründet. Herausgeber ist Basildon Peta, nomineller Chefredakteur Lloyd Mutungamiri. Peta war 1994 vom Media Institute of Southern Africa mit dem MISA Press Freedom Award für seine Arbeit ausgezeichnet worden. Peta und Mutungamiri stammen aus Simbabwe – Peta war bis 2002 Korrespondent des britischen Independent in seinem Heimatland – und sind auch für den 2009 gegründeten Sunday Express verantwortlich, eine jeweils sonntags in Lesotho erscheinende Wochenzeitung. Verlagsgesellschaft ist die Africa Media Holding.
Die Lesotho Times berichteten ausführlich über die Staatskrise 2014 und die folgenden Geschehnisse. Nachdem das Blatt in einem Artikel Anklageerhebungen wegen Hochverrats und Mordes gegen mutmaßliche Putschisten gemeldet hatte, wurden Mutungamiri und ein weiterer Reporter im September 2014 wegen übler Nachrede angeklagt; ein Prozess fand jedoch nicht statt. Das Wirken der von der Southern African Development Community (SADC) 2015 eingesetzten Phumaphi Commission wurde ausführlich gewürdigt und deren Bericht, der unter anderem die Entlassung des Kommandeurs der Lesotho Defence Force, Kennedy Tlali Kamoli, forderte, an auffälliger Stelle auf der Website verlinkt.

### Anklage und Anschlag 2016
Am 23. Juni 2016 wurden Mutungamiri und die Journalistin Keiso Mohloboli von den lesothischen Behörden zu einem Verhör einbestellt, am 8. Juli desselben Jahres wurde gegen Peta Anklage wegen übler Nachrede (criminal defamation)  und crimen injuria erhoben. Grund war eine unter dem Pseudonym Scrutator verfasste Kolumne in der Lesotho Times vom 23. Juni, in der die vermeintliche Allmacht Kamolis satirisch dargestellt war. In einem weiteren Artikel war berichtet worden, dass Kamoli 40 Millionen Maloti (rund 2,5 Millionen Euro, Stand Juli 2016) von der Regierung angeboten worden seien, um ihn zum Rückzug zu bewegen. Am 11. Juli wurde nahe Mutungamiris Haus in Maseru ein Anschlag auf Mutungamiri verübt, bei dem er durch einen Schuss in den Kiefer lebensgefährlich verletzt wurde. Seine Frau machte die Lesotho Defence Force für die Tat verantwortlich. Mutungamiri wurde aus Sicherheitsgründen nach Südafrika verlegt; am 18. Juli floh Keiso Mohloboli ebenfalls nach Südafrika.
Der Anschlag folgte ähnlichen Attentaten gegen Kamoli-Gegner, bei denen unter anderem der frühere Militärchef Maaparankoe Mahao erschossen wurde und der Politologe und Blogger Mafa Sejanamane knapp entkam. Amnesty International sah die Meinungsfreiheit in Lesotho in Gefahr und verlangte von der Regierung die Aufklärung des Anschlags. Der Reporter des Rundfunksenders Harvest FM Bongani Faki erhielt im selben Zeitraum Todesdrohungen.
Im Dezember 2017 wurden fünf Soldaten der LDF, darunter ein Brigadier, im Zusammenhang mit dem Anschlag festgenommen und angeklagt.
Im Mai 2018 erklärte das Verfassungsgericht Lesothos das Gesetz, nach dem Peta 2016 angeklagt worden war, für verfassungswidrig.
Im Juli 2018 nahm Amnesty International erneut zum Fall Mutungamiri Stellung und verlangte ein rasches Gerichtsverfahren, zumal Mutungamiri weiterhin arbeitsunfähig ist.

## Beschreibung
Lesotho Times erscheint jeweils freitags als Printausgabe und erreicht rund 16.000 Leser in Lesotho und Südafrika. Die vierfarbig gedruckte Zeitung erscheint im Tabloid-Format. Die Artikel beschäftigen sich vor allem mit Lesotho und Afrika, darunter mit Themen wie Politik, Wirtschaft, Kultur und Sport. Die entsprechende Onlineausgabe ist kostenfrei aufrufbar. Neben dem Chefredakteur arbeiten sieben Reporter für die Zeitung.